# Il giustiziere di Dio
Il giustiziere di Dio è un film italiano di genere spaghetti western del 1972 diretto, scritto e interpretato da Franco Lattanzi.

## Trama
Per una dolorosa circostanza (la morte del figlioletto), il pistolero Tony Lant decide di cambiare vita e diventare prete con il nome di padre Lanthony, fondando una missione. Alcuni temibili fuorilegge hanno, però, nascosto un grosso bottino in oro nel terreno dove sorge la chiesa e ben due bande sono alla ricerca del tesoro. Individuato il luogo, i criminali fanno strage dei bambini che vivono alla missione e padre Lanthony decide quindi di riprendere le armi per dare la caccia ai malviventi, assicurandoli alla legge. Portato a termine l'incarico, il prete decide di continuare il suo ministero in una riserva indiana.